# Брадфорд (окръг, Флорида)
Окръг Брадфорд (на английски: Bradford County) е окръг в щата Флорида, Съединени американски щати. Площта му е 777 km², а населението - 27 038 души (2017). Административен център е град Старк.